# Comuna Vînnîcikî, Pustomîtî
Vînnîcikî (în ucraineană Виннички) este o comună în raionul Pustomîtî, regiunea Liov, Ucraina, formată din satele Dmîtrovîci, Honcearî și Vînnîcikî (reședința).

## Demografie
Componența lingvistică a comunei Vînnîcikî
     Ucraineană (98,61%)
     Rusă (1,04%)
     Alte limbi (0,21%)
Conform recensământului din 2001, majoritatea populației comunei Vînnîcikî era vorbitoare de ucraineană (98,61%), existând în minoritate și vorbitori de rusă (1,04%).